# Loena 12
Loena 12 (E-6LF serie) of Loenik 12 (Russisch: Луна 12) was een onbemande sonde van het Loenaprogramma.
Loena 12 werd vanuit een parkeerbaan naar de Maan gelanceerd en kwam in een baan rond de maan op 25 oktober 1966. De sonde was voorzien van een televisiecamera die foto's van het maanoppervlak maakte en doorzond. De foto's hadden maximaal een oplossend vermogen van 14,9 tot 19,8 meter. De foto's werden ontvangen op 27 oktober 1966, het aantal is niet bekend.
19 januari 1967 eindigde het radiocontact met Loena 12 na 602 omlopen rond de maan en 302 maal radiocontact.
Loena 12 moest de taak volbrengen die bij Loena 11 was mislukt: foto's van het maanoppervlak maken met een hoog oplossend vermogen. Loena 12 bereikte de Maan op 25 oktober 1966 en kwam in een baan van 133 bij 1200 kilometer. De Sovjetpers gaf op 29 oktober foto's vrij die de Mare Imbrium en de krater Aristarchus lieten zien. Het oplossend vermogen was 15 tot 20 meter. De film werd automatisch ontwikkeld, gefixeerd en gedroogd en daarna ingescand voor verzending. Er zijn geen andere foto's gepubliceerd. Na het voltooien van de fotoserie werd Loena in een rol gebracht om wetenschappelijke onderzoeken uit te kunnen voeren.
Het contact ging verloren op 19 januari 1967 na 302 keer radiocontact.